# نباهت آلبایراک
نباهت آلبایراک (ترکی استانبولی: Nebahat Albayrak؛ زاده ۱۰ آوریل ۱۹۶۸ در شرکیشلا، ترکیه) یک سیاستمدار ترک-هلندی و کارمند سابق دولت هلند می‌باشد. وی هم‌اکنون به عنوان عضو حزب کارگر هلند فعالیت می‌کند. مهم‌ترین پست خدمتی آلبایراک، وزارت امور خارجه بود که مابین سال‌های ۰۷–۲۰۱۰ به عنوان وزیر امور خارجه هلند در کابینه نخست‌وزیر یان پتر بالکننده خدمت کرده‌است. نباهت آلبایراک به همراه احمد ابوطالب مراکشی‌تبار نخستین مسلمانان راه یافته به کابینه قانونگذاران هلند می‌باشند.